# Sant Joan Despí
Sant Joan Despí – miasto w północno-wschodniej Hiszpanii w Katalonia w comarce Bajo Llobregat (Barcelona (prowincja)). Leżące na lewym brzegu rzeki Llobregat. Miejscowość turystyczno-przemysłowa z licznymi zakładami produkcyjnymi. Administracyjnie podzielona na 5 dzielnic: Barri Centre, Les Planes, Pla del Vent/Torreblanca, Residential Sant Joan, Eixample oraz Polígon Fonsanta.